# Suplikant
Suplikant (anglicky supplicant, prosebník) je v informatice označení pro klienta, který zajišťuje autentizaci a bezpečnou komunikaci v bezdrátové síti Wi-Fi podle standardů WPA, WPA2 a WPA3. Zajišťuje též autentizaci pomocí IEEE 802.1X (uživatel a heslo). V praxi je suplikant speciální univerzální software, který je na počítači koncového uživatele spuštěn jako démon (resp. služba ve Windows).

## Příklady suplikantů
- Windows 2000/XP obsahuje vestavěný suplikant od firmy Microsoft
  - Windows 2000 Service Pack 4
  - Windows XP Service Pack 2
- Mac OS X vestavěný (utilita Internet Connect)
  - OS 10.3 nebo vyšší
- wpa supplicant
- Xsupplicant
- AEGIS SecureConnect od Cisco, původně od Meetinghouse
- Odyssey od Juniper Networks[1]
- SecureW2[2]